# Review Notebook of My Embarrassing Days
Review Notebook of My Embarrassing Days (Hangul: 드라마 스페셜 - 나의 흑 역사 오답 노트) là tập khởi chiếu mùa thứ chín của chuỗi phim truyền hình tuyển tập KBS Drama Special. Phim có sự tham gia của Jeon So-min và Park Sung-hoon, được phát sóng vào ngày 14 tháng 9 năm 2018 lúc 22:00 (KST) trên KBS2.

## Nội dung chính
Một nhóm giáo viên toán được chọn để ôn tập một kỳ thi. Do Do-hye (Jeon So-min) và chồng cũ của cô, Choi Jin-sang (Oh Dong-min) nằm trong nhóm giáo viên. Na Pil-seung (Park Sung-hoon) là nhân viên an ninh được giao nhiệm vụ trông chừng các giáo viên để ngăn họ làm rò rỉ tài liệu ôn thi. Do-hye và Pil-seung đã chia sẻ một số khoảnh khắc xấu hổ trong những ngày học đại học của họ. Do-hye cố gắng hết sức để tránh những ký ức đáng xấu hổ này.

## Diễn viên
| Diễn viên      | Vai diễn      | Giới thiệu | Tham khảo   |
| -------------- | ------------- | --- | ----------- |
| Jeon So-min    | Do Do-hye     | Là một giáo viên dạy toán kỳ quặc và sôi nổi. Cô đã tự tạo ra những khoảnh khắc đáng xấu hổ do tính cách quá thẳng thắn và bộc trực của mình. Cô là một nhân vật đáng yêu và hài hước, người đã viết 'lịch sử xấu hổ' của mình vào sổ tay trả lời sai và phản ánh lại nó mỗi lần, nhưng cuối cùng lại phải làm lại lịch sử xấu hổ trong mối quan hệ với một người mới. | [ 3 ] [ 4 ] |
| Park Sung-hoon | Na Pil-seung  | Là mối tình đầu của Do-hye. Anh là một cảnh sát phụ trách trung tâm huấn luyện CSAT và là một nhân vật có liên quan đến quá khứ xấu hổ của Do-hye, và đóng một vai trò quan trọng trong mối tình mới của Do-hye. | [ 4 ]       |
| Oh Dong-min    | Choi Jin-sang | Là một giáo sư toán học và là chồng cũ của Do Do-hye. Jin-sang tham gia hội đồng xét duyệt tại trung tâm đào tạo nơi Do-hye và Pil-seung làm việc, điều này được cho là sẽ tạo ra một sự căng thẳng kỳ lạ giữa Do-hye và Pil-seung. | [ 4 ]       |
| Song Ji-in     | Giáo viên Oh  | Là người vào trung tâm đào tạo với tư cách là thành viên của CSAT. Với sự quyến rũ tươi sáng của mình, cô ấy có kế hoạch đốt cháy một mối tình lãng mạn vượt ra ngoài mối quan hệ tay ba giữa Do-hye, Pil-seung. | [ 4 ]       |
| Seo Sang-won   | Giáo sư Bong  | |             |
| Park Sun-hee   | Giáo sư Noh   | |             |

## Đón nhận

### Tỷ lệ người xem
| Ngày phát sóng           | Tỷ lệ khán giả trung bình | Tỷ lệ khán giả trung bình |
| Ngày phát sóng           | TNmS                      | AGB Nielsen               |
| Ngày phát sóng           | Hàn Quốc (Toàn quốc)      | Hàn Quốc (Toàn quốc)      |
| ------------------------ | ------------------------- | ------------------------- |
| Ngày 14 tháng 9 năm 2018 | %                         | 2.2%                      |

## Giải thưởng và đề cử
| Năm  | Lễ trao giải                                                        | Hạng mục                                                                         | (Những) Người/ Tác phẩm được đề cử | Kết quả | Tham khảo |
| ---- | ------------------------------------------------------------------- | -------------------------------------------------------------------------------- | ---------------------------------- | ------- | --------- |
| 2018 | Giải thưởng phim truyền hình KBS lần thứ 32 (32nd KBS Drama Awards) | Giải thưởng xuất sắc, Nam diễn viên trong phim truyền hình một màn/đặc biệt/ngắn | Park Sung-hoon                     | Đề cử   | [ 7 ]     |
| 2018 | Giải thưởng phim truyền hình KBS lần thứ 32 (32nd KBS Drama Awards) | Giải thưởng xuất sắc, Nữ diễn viên trong phim truyền hình một màn/đặc biệt/ngắn  | Jeon So-min                        | Đề cử   | [ 7 ]     |